# Ионовка (Нижегородская область)
Ио́новка — деревня в Богородском районе Нижегородской области. Входит в состав Хвощёвского сельсовета.
Деревня располагается на левом берегу реки Кудьмы.